# Вулька-Остроженська
Вулька-Остроженська (пол. Wólka Ostrożeńska) — село в Польщі, у гміні Ґужно Ґарволінського повіту Мазовецького воєводства. Населення — 474 особи (2011).
У 1975 — 1998 роках село належало до Седлецького воєводства.

## Демографія
Демографічна структура станом на 31 березня 2011 року:
|          | Загалом | Допрацездатний вік | Працездатний вік | Постпрацездатний вік |
| -------- | ------- | ------------------ | ---------------- | -------------------- |
| Чоловіки | 238     | 70                 | 141              | 27                   |
| Жінки    | 236     | 55                 | 124              | 57                   |
| Разом    | 474     | 125                | 265              | 84                   |